# Menachem Elon
Menachem Elon (hebrejsky: מנחם אלון, žil 1. listopadu 1923 – 6. února 2013) byl izraelský právník a soudce, který v letech 1977 až 1993 působil jako soudce Nejvyššího soudu a zároveň v letech 1988 až 1993 jako místopředseda Nejvyššího soudu. V roce 1983 v prezidentské volbě neúspěšně kandidoval proti Chajimu Herzogovi.

## Biografie
Narodil se v německém Düsseldorfu a v důsledku vzestupu nacismu v roce 1934 společně s rodinou emigroval do Nizozemska a o rok později do britské mandátní Palestiny. Studoval halachu (židovské náboženské právo) v Hebronské ješivě a vystudoval právo na Hebrejské univerzitě v Jeruzalémě, kde se později stal profesorem. Mimo jiné též působil jako hostující profesor na právnických školách Harvard University a New York University.
Napsal řadu děl na téma židovského náboženského práva a v průběhu svého působení v pozici soudce izraelského Nejvyššího soudu ve svých názorech často čerpal z principů židovského práva. Jeho soudní rozhodnutí zahrnují zákaz uvádění povahy neortodoxních konverzí do izraelských občanských průkazů a návrat dívky, která byla předána k adopci bez souhlasu rodičů.
Sehrál klíčovou roli ve hnutí Mišpat ivri (Hebrejské právo). Mezi jeho díla se řadí čtyřsvazkové dílo Jewish Law : History, Sources, Principles, zabývající se židovským právem, které je využíváno k akademickým účelům a pro výuku izraelských studentů práva. V roce 1979 mu byla za jeho počiny v oblasti práva udělena Izraelská cena.
V roce 1983 kandidoval s podporou pravicové strany Likud v prezidentské volbě proti Chajimu Herzogovi. Volbu prohrál poměrem hlasů 57 ku 61. Měl pět dětí, mezi něž patří bývalý člen Knesetu a ministr Binjamin Elon a někdejší ředitel Ješivat ha-Kotel rabín Mordechaj Elon.
Zemřel 6. února 2013 ve věku 89 let.